# Legió XIII Gèmina

Mapa de l'imperi romà l'any 125 dC, sota l'emperador Hadrià, que mostra la LEGIO XIII GEMINA, ubicada a Apulum (ara Alba Iulia, Romania), a la província de la Dàcia, del 106 dC a ca. 271

La Legió tertia decima Gemina (legió tretzena bessona) va ser una de les legions romanes històricament més notables. Era una de les unitats clau de Juli Cèsar a la Guerra de les Gàl·lies i la Segona guerra civil romana. Amb ella amb va creuar el Rubicó el 10 de gener del 49 aC. La legió sembla haver sobreviscut fins al segle v, i el seu símbol era el lleó.

## Final de la República
La Legió XIII Gemina la va reclutar Juli Cèsar l'any 57 aC abans de marxar contra els belgues. Durant la Guerra de les Gàl·lies, del 58 aC al 51 aC, la Legió XIII va estar present en la batalla del Sabis, sense entrar en combat i anys més tard en el Setge de Gergòvia, i encara que no esmenta específicament en les fonts, és raonable suposar que la Legió XIII també va estar present per la batalla d'Alèsia.
Després del final de la guerra de les Gàl·lies, el Senat romà va negar a Cèsar el seu segon consolat, el va ordenar renunciar a les seves ordres, i li va exigir de tornar a Roma per fer front al processament. Obligat a triar entre el final de la seva carrera política o la guerra civil, Cèsar va portar Legió XIII a través del riu Rubicó i a Itàlia. La legió es va mantenir fidel a Cèsar durant la Segona guerra civil romana entre Cèsar i la facció conservadora dels optimates del Senat amb les legions comandades per Gneu Pompeu Magne. La Legió XIII va estar activa durant tota la guerra, participant en la batalla de Dirràquium i la batalla de Farsàlia. Després de la decisiva derrota de Pompeu a Farsàlia, la legió havia de ser dissolta i els legionaris jubilats amb concessions de terres, però la legió va ser de nou cridada per la batalla de Tapsos i batalla de Munda. Després de Munda, Cèsar, va dissoldre la legió, va retirar als seus veterans, i els va donar terres a Itàlia.

## Imperi romà
August va refer la legió el 41 aC per fer front a la revolta de Sext Pompeu Pius a Sicília, rebent el sobrenom de Gemina (bessona), comú a les legions constituïdes a partir de parts d'altres, després d'haver estat reforçada amb legionaris veterans d'altres legions després de la batalla d'Àccium a la Quarta guerra civil romana. i la va enviar a la província romana d'Il·líria, a l'Adriàtic. El 16 aC, la legió va ser traslladada a la Pannònia, on es va respondre a les revoltes locals.
Després del desastre de la batalla del bosc de Teutoburg l'any 9, la legió va ser enviat com a reforços a Augusta Vindelicorum, i després a Vindonissa, Rètia, per prevenir nous atacs de les tribus germàniques. L'emperador Claudi la va enviar de tornada a Pannònia al 45.
Durant l'any dels quatre emperadors va donar suport a Marc Salvi Otó primer i després a Vespasià contra Vitel·li en la segona batalla de Bedríacum. Amb Trajà la Legió va participar en les dues guerres dàcies (101-102 i 105-106), i va ser traslladada per Trajà el 106 a la recent conquerida província de Dàcia.
Vexillationes (destacaments) de la legió van lluitar amb l'emperador Gal·liè al nord d'Itàlia. L'emperador va emetre antoninianus per celebrar la legió mostrant el seu lleó. Un altre Vexillatio era present en l'exèrcit de l'emperador Marc Piavoni Victorí de l'Imperi de les Gàl·lies, que va emetre una moneda d'or celebrant la legió i el seu emblema. L'any 271, la legió va ser traslladada quan es va evacuar la província de Dàcia, i re-estacionada a la Dàcia Aureliana.
Al segle v, segons la Notitia Dignitatum, una tertiadecima Legió Gemina era a Babilònia d'Egipte, una fortalesa estratègica vora el Nil, a la frontera tradicional entre el Baix Egipte i l'Orient a Egipte, sota el comandament dels Comes limitis aegypti.